# Saltmarschen

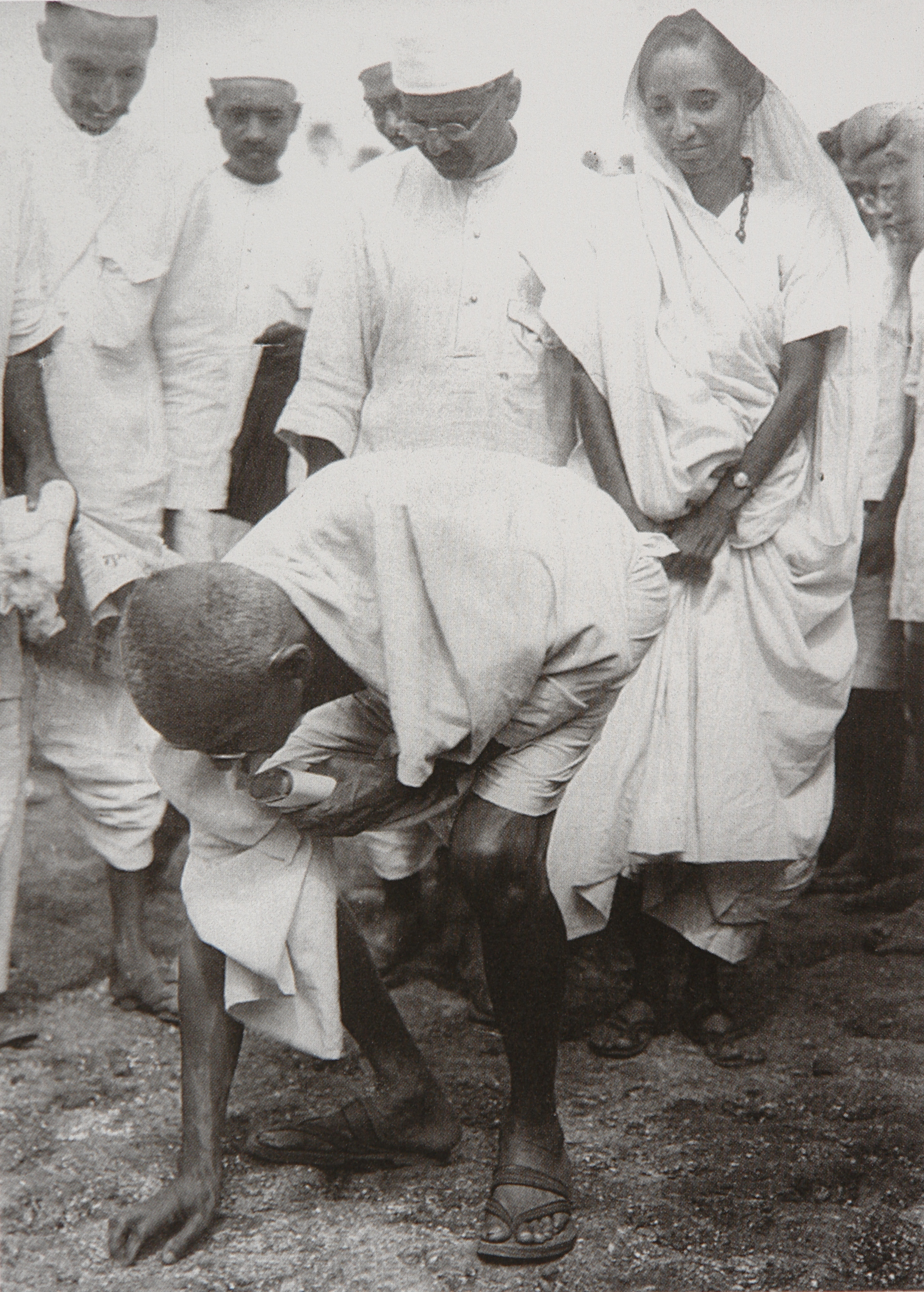
Mahatma Gandhi tar upp salt.

Saltmarschen var en politisk manifestation i Indien 1930, ledd av Mahatma Gandhi.
Den brittiska kolonialmakten hade monopol på framställning och försäljning av salt och intäkterna bidrog till att finansiera Brittiska Indiens offentliga sektor. Detta monopol var för många indier den enda skatt som de betalade, eftersom få betalade inkomstskatt och det inte fanns mervärdesskatt eller importtullar. 
Saltmonopolet blev en symbol för brittiskt styre i Indien. Gandhi vandrade tillsammans med ett antal anhängare en sträcka på 40 mil för att sedan själv börja framställa salt vid kusten. Genom att bryta mot saltframställningslagen inledde Gandhi vad som kom att bli en rad av protesthandlingar mot det brittiska kolonialstyrets kontroll över den indiska saltproduktionen.
Saltmarschen efterföljdes av en ickevåldsräd mot saltverket i Dharasana, även kallat Dharasana Satyagraha.